# Tom McGrath (animador)
Thomas "Tom" McGrath (Lynnwood, Washington; 7 de agosto de 1964) es un animador, director de cine y actor de voz estadounidense. Dirigió, junto con Eric Darnell, la película Madagascar y sus secuelas, Madagascar 2: Escape de África y Madagascar 3: Europe's Most Wanted. Fue la voz del pingüino Skipper en todas las entregas y también en la serie de televisión Los pingüinos de Madagascar.
Participó además en Shrek tercero en 2007.

## Filmografía
| Año  | Película                               | Papel                     | Notas                                             |
| ---- | -------------------------------------- | ------------------------- | ------------------------------------------------- |
| 1988 | The Thing What Lurked in the Tub       |                           | Animador                                          |
| 1992 | Cool World                             |                           | Diseñador de Animación Animador Artista de diseño |
| 1996 | Space Jam                              |                           | Animador                                          |
| 1998 | Hércules & Xena: la batalla del Olimpo |                           | Animador, artista de diseño                       |
| 1999 | Herd                                   | Fed 5                     |                                                   |
| 2000 | El Grinch                              |                           | Artista del guion gráfico                         |
| 2001 | Como perros y gatos                    |                           | Artista de guion gráfico                          |
| 2005 | Madagascar                             | Skipper                   | Codirector, guionista, animador                   |
| 2006 | Flushed Away                           | Figura de Acción, artista | Consultor creativo                                |
| 2007 | Shrek tercero                          | Gary                      |                                                   |
| 2008 | Madagascar 2: Escape de África         | Skipper                   | Codirector, guionista, animador                   |
| 2009 | Monsters vs. Aliens                    | Wilson                    |                                                   |
| 2010 | Megamind                               | Sr. Scott Carcelero       | Director                                          |
| 2011 | El Gato con Botas                      | Ladrón en la cantina      |                                                   |
| 2012 | Madagascar 3: Europe's Most Wanted     | Skipper                   | Codirector, animador                              |
| 2014 | Los pingüinos de Madagascar            | Skipper                   | Productor ejecutivo                               |
| 2017 | The Boss Baby                          | El chef de televisión     | Director                                          |
| 2021 | The Boss Baby: Family Business         | -                         | Director                                          |

## Televisión
- 1994-1996 Ren y Stimpy (Director, artista del guion gráfico, diseño artista, diseñador de fondo)
- 2008-2013 Los Pingüinos de Madagascar (Voz de Skipper, creador, consultor creativo, escritor, animador)
- 2009 Merry Madagascar (Voz de Skipper, voces adicionales, escritor, animador)

## Premios y distinciones
Óscar
| Año  | Categoría                   | Película      | Resultado |
| ---- | --------------------------- | ------------- | --------- |
| 2018 | Mejor película de animación | The Boss Baby | Nominado  |